# Juan Carlos Lorenzo
Juan Carlos Lorenzo dit Toto (né le 27 octobre 1922 à Buenos Aires en Argentine et mort le 14 novembre 2001) était un footballeur et entraîneur argentin.

## Biographie

### Carrière de joueur
Lors de son adolescence, il débute pour le club argentin du Chacarita Juniors, et joue son premier match professionnel en 1940. 
Il est ensuite transféré dans le grand club de la capitale du Boca Juniors en 1945, puis rejoint l'Europe au bout de deux ans en Italie du côté de la Sampdoria, où il reste jusqu'en 1952. 
Il part ensuite en France jouer dans le club aujourd'hui disparu du FC Nancy, puis en Espagne à l'Atlético Madrid, au Rayo Vallecano, et au RCD Mallorca, club où il est entraîneur-joueur en 1958. Il raccroche ensuite les crampons pour se lancer dans une carrière d'entraîneur.

### Carrière d'entraîneur
Lors des deux saisons suivantes, Lorenzo réussit à faire remonter de deux divisions en deux années (et en finissant champion) consécutives le club de Majorque.
Influencé par l'entraîneur italo-argentin Helenio Herrera, et fort de ses premiers succès en Espagne, Lorenzo part ensuite entraîner dans son pays, dans l'équipe du Club Atlético San Lorenzo de Almagro en 1961, avant de prendre la tête de l'équipe d'Argentine de football pour la coupe du monde 1962. 
De retour en Europe, il prend les rênes de la Lazio en Serie A, puis le club rival de l'AS Roma un an plus tard en 1964. Après un retour en sélection argentine, cette fois-ci pour la coupe du monde 1966, il retourne au Mallorca, puis repart s'occuper de la Lazio. Il gagne ensuite son premier titre argentin avec San Lorenzo en 1972.
En 1973, Lorenzo part à l'Atlético Madrid, avec qui il atteint la finale de la Coupe des clubs champions européens 1973-1974 perdue contre le Bayern Munich. 
De retour en Argentine, il s'occupe d'une équipe promue, l'Unión de Santa Fe en 1975. L'année suivante, il retourne au Boca Juniors, puis est l'un des principaux acteurs d'une des plus grandes périodes de succès de l'histoire du club. Lors de ses quatre ans au club, Lorenzo remporte deux titres locaux et trois titres internationaux, dont la Coupe intercontinentale 1977 (jouée en 1978).
Après cette grande période ponctuée de succès pour Juan Carlos, il entraîne par la suite de nombreux clubs avec plus ou moins de succès, comme le Racing Club de Avellaneda, Argentinos Juniors, San Lorenzo, le Vélez Sarsfield, le Club Atlético Atlanta, et la Lazio, avant de retourner au Boca Juniors en 1987 pour une courte et brève période. Cette expérience sera sa dernière, puisqu'il prend sa retraite d'entraîneur en 1987.

## Palmarès
- Majorque :
  - Vainqueur du Championnat d'Espagne D3 1959
  - Vainqueur du Championnat d'Espagne D2 1960

- San Lorenzo :
  - Vainqueur de la Primera División Argentina Metropolitano 1972
  - Vainqueur de la Primera División Argentina Nacional 1972

- Atlético Madrid :
  - Finaliste de la Coupe des clubs champions européens 1973–1974

- Boca Juniors :
  - Vainqueur de la Primera División Argentina Metropolitano 1976
  - Vainqueur de la Primera División Argentina Nacional 1976
  - Vainqueur de la Coupe intercontinentale 1978
  - Vainqueur de la Copa Libertadores 1977
  - Vainqueur de la Copa Libertadores 1978

- Atlanta :
  - Vainqueur de la Primera B Nacional Argentina 1983 (entraîne les 12 premiers matchs)